# Gand-Wevelgem 2003
La 65e édition de la course cycliste Gand-Wevelgem a eu lieu le 9 avril 2003 sur une distance de 204 km. Elle est remportée par l'Allemand Andreas Klier de l'équipe Team Telekom.

## Résumé de la course
Les deux passages au Mont Kemmel réduisent le nombre de coureurs en tête à 26 puis à 12 pour aborder les 40 derniers kilomètres. C'est à ce moment que l'Italien champion du monde et vainqueur de la course en 2002 Mario Cipollini, lâché, est mis hors course pour le jet de son bidon vers un motard de la course. Au sprint à Wevelgem, ils ne sont plus que trois à se disputer la victoire. Et c'est l'Allemand Andreas Klier qui s'impose devant Henk Vogels et Tom Boonen qui percute un photographe quelques mètres après le franchissement de la ligne d'arrivée.

## Classement
|    | Cycliste            | Équipe                  | Temps      |
| -- | ------------------- | ----------------------- | ---------- |
| 1  | Andreas Klier       | Team Telekom            | 4h 29' 00" |
| 2  | Henk Vogels         | Navigators Cycling Team | m. t.      |
| 3  | Tom Boonen          | Quick Step-Davitamon    | m. t.      |
| 4  | Alberto Ongarato    | Domina Vacanze-Elitron  | + 9".      |
| 5  | Servais Knaven      | Quick Step-Davitamon    | + 18".     |
| 6  | Raivis Belohvoščiks | Marlux-Wincor Nixdorf   | + 43"      |
| 7  | Johan Museeuw       | Quick Step-Davitamon    | + 1' 07"   |
| 8  | Roger Hammond       | Palmans-Collstrop       | + 1' 07"   |
| 9  | Max van Heeswijk    | US Postal               | + 1' 07"   |
| 10 | Mathew Hayman       | Rabobank                | + 1' 07"   |